# Christian Schwegler
Christian Schwegler (Ettiswil, 6 de junio de 1984) es un exfutbolista suizo que jugaba como defensor. Es hermano del también futbolista Pirmin Schwegler.
Se retiró al finalizar la temporada 2020-21 tras lograr la Copa de Suiza con el F. C. Lucerna.

## Selección nacional
Fue internacional con la selección de fútbol sub-21 de Suiza.

## Clubes
| Club                | País     | Año       |
| ------------------- | -------- | --------- |
| F. C. Lucerna       | Suiza    | 2003-2005 |
| Arminia Bielefeld   | Alemania | 2005      |
| B. S. C. Young Boys | Suiza    | 2006-2009 |
| Red Bull Salzburgo  | Austria  | 2009-2017 |
| F. C. Lucerna       | Suiza    | 2017-2021 |

## Palmarés

### Títulos nacionales
| Título          | Club               | País    | Año  |
| --------------- | ------------------ | ------- | ---- |
| Bundesliga      | Red Bull Salzburgo | Austria | 2010 |
| Copa de Austria | Red Bull Salzburgo | Austria | 2012 |
| Bundesliga      | Red Bull Salzburgo | Austria | 2012 |
| Copa de Austria | Red Bull Salzburgo | Austria | 2014 |
| Bundesliga      | Red Bull Salzburgo | Austria | 2014 |
| Copa de Austria | Red Bull Salzburgo | Austria | 2015 |
| Bundesliga      | Red Bull Salzburgo | Austria | 2015 |
| Copa de Austria | Red Bull Salzburgo | Austria | 2016 |
| Bundesliga      | Red Bull Salzburgo | Austria | 2016 |
| Copa de Austria | Red Bull Salzburgo | Austria | 2017 |
| Bundesliga      | Red Bull Salzburgo | Austria | 2017 |
| Copa de Suiza   | F. C. Lucerna      | Suiza   | 2021 |